# БК Спартак (Плевен)
БК „Спартак“ е български баскетболен отбор от град Плевен. Той е неизменен участник в националната баскетболна лига от сезон 1979/1980 г.
Играе своите мачове в зала „Балканстрой“, която е с капацитет от 2000 места.

## История
Най-силните години на клуба са между 1995 и 1997 г., когато под името „Плама Плевен“ отборът 2 пъти печели шампионската титла на страната, а 1 път е носител на Купата на България.
„Спартак“ има 13 участия в европейските клубни турнири. Дебютира на международната сцена в турнира за Купа Корач с победа и отстраняване на турския „Бешикташ“ през 1983 г. През 1996 г. „Спартак“ постига паметна победа над „Реал“ (Мадрид) с 93:84 в мач от груповата фаза на турнира за Купата на Европа. При победата си над „Реал“, воден от легендарния Желко Обрадович и суперзвездата Деян Бодирога, „Спартак“ е съставен единствено от български играчи, като повечето от тях са момчета от Плевен. Година по-рано плевенчани прекъсват уникална серия от 13 години без домакинска загуба на сръбския гранд „Партизан“. „Спартак“ Плевен бие с 95:92 в зала „Пионир“ в Белград в мач от турнира за КЕШ. След оттеглянето на спонсора Плама през 1997 г. Спартак започва от нулата, но успява да остане е баскетболния елит на България.
През сезон 2007/2008 „Спартак“ се завръща с нова победа в европейските клубни турнири след 11-годишно прекъсване. Като единствен български представител в турнира за Купата на ФИБА Европа Спартак Плевен надделява над гръцкия Олимпия Патра със 76 – 71 в Плевен. Спартак губи с 15 точки реванша в Гърция и отпада от турнира.
През сезон 2008/2009 плевенчани отново представят страната в турнира на ФИБА, който е преименуван Еврочалъндж. Спартак Плевен се изправя срещу турския Анталия Баскет.

## Спартак в Европейските клубни турнири
Спартак има 10 сезона в европейските клубни турнири. Това постижение поставя клуба от Плевен на четвърто място във вечната ранглиста за международно участие на българските баскетболни отбори.
Дебютът
Спартак разгромява турския Бешикташ с 99:80 в първи мач от първи кръг на турнира за Купа Корач през 1983 г. в Плевен. След минимална загуба в Истанбул Спартак Плевен продължава напред при първото си участие в евротурнирите.
През 80-те и 90-те години на ХХ век Спартак става традиционен представител на България в турнирите на ФИБА. В Плевен гостуват европейски баскетболни грандове като Реал (Мадрид), Партизан, Бенфика, Бенетон (Тревизо), Задар, Жалгирис (Каунас), Торино, По Ортез и др.
Победата над Реал (Мадрид)
На 19 ноември 1996 г. Плевен постига една от най-великите победи в историята на българския баскетбол. Плама (Плевен) сломява Реал (Мадрид) на Желко Обрадович и Деян Бодирога с 93:84 в зала „Балканстрой“ в мач от група Ц на турнира за Купата на Европа. Най-титулуваният клуб в Европа, съставен от световни звезди, е победен от изцяло българската селекция на Дарин Великов. Повече от половината момчета в състава на Плама са плевенчани. Добре се представят срещу Реал Цветан Антов и Георги Младенов. Няколко месеца след загубата си в Плевен Реал (Мадрид) печели финала в турнира и вдига поредната си европейска купа.
Плевен чупи рекорди в зала „Пионир“
На 14 септември 1995 г. Плама (Плевен) прекъсва рекордна 13-годишна победна серия на Партизан (Белград) като домакин в международни мачове. Отборът на Плевен надиграва своя домакин с 95:92 в митичната зала „Пионир“ в среща от турнира за Купата на европейските шампиони. Мачът е решителен за влизане в груповата фаза на турнира. Въпреки историческата победа на Плама, напред в групите на КЕШ тогава продължава Партизан, който успява да победи с 10 точки разлика в Плевен.

## Успехи

### Мъже
- Шампион на България (2):
  -  – 1995, 1996
  -  – 1989
  -  – 1983, 1987, 1992, 1994

- Купа на България (1) :
  -  – 1996
  -  – 1994, 1995
  -  – 2006, 2009

- Дубъл Шампион+Купа (1): 1996

## Настоящ състав
| №        |         | Играч              | Позиция       | Дата на раждане      | Ръст    | Тегло   |
| Гардове  | Гардове | Гардове            | Гардове       | Гардове              | Гардове | Гардове |
| -------- | ------- | ------------------ | ------------- | -------------------- | ------- | ------- |
| 10       |         | Божидар Аврамов    | Атакуващ гард | 8 март 1990 г.       | 196 см  | 94 кг   |
| 11       |         | Ивко Ивков         | Атакуващ гард | 1 ноември 1995 г.    | 196 см  | 86 кг   |
| 12       |         | Коча Йовович       | Гард          | 09 май 1993 г.       | 186 см  | 83 кг   |
| 17       |         | Мартин Маринов     | Атакуващ гард | 14 ноември 1985 г.   | 191 см  | 88 кг   |
| 30       |         | Николай Иванов     | Гард          | 03 февруари 2001 г.  | 183 см  | 86 кг   |
| 33       |         | Николай Маринов    | Атакуващ гард | 17 септември 1999 г. | 175 см  | 77 кг   |
| Крила    |         |                    |               |                      |         |         |
| 8        |         | Николай Стоянов    | Леко крило    | 10 март 1994 г.      | 196 см  | 92 кг   |
| 9        |         | Никола Кирилов     | Леко крило    | 31 март 2003 г.      | 192 см  | 89 кг   |
| 7        |         | Симеон Илиев       | Тежко крило   | 6 октомври 1989 г.   | 203 см  | 102 кг  |
| 33       |         | Димитър Маринчешки | Тежко крило   | 8 септември 1990 г.  | 200 см  | 105 кг  |
| Центрове |         |                    |               |                      |         |         |
| 13       |         | Максим Корниенко   | Център        | 26 юни 1987 г.       | 207 см  | 104 кг  |
| 47       |         | Иван Петров        | Център        | 15 юли 2005 г.       | 206 см  | 104 кг  |

## Известни баскетболисти
Сред най-успешните баскетболисти, обличали екипа на „Спартак“, са националните състезатели Цветан Антов, Хрисимир Димитров, Георги Младенов, Петър Петров, Пламен Петров, Любомир Минчев и др.